# Oligosoma hardyi
Oligosoma hardyi là một loài thằn lằn trong họ Scincidae. Loài này được Chapple, Patterson, Bell & Daugherty mô tả khoa học đầu tiên năm 2008.